# Iodtribromid
Iodtribromid ist eine Interhalogenverbindung, die aus den Elementen Iod und Brom im Verhältnis 1:3 besteht.

## Eigenschaften
Iodtribromid ist eine dunkelbraune Flüssigkeit, die sich in Wasser, Alkohol und Ether lösen lässt.

## Verwendung
Iodtribromid wird zur Bromierung und in der Halbleitertechnik als Hilfsmittel beim Ionenstrahlätzen verwendet.